# Osceola (Wisconsin)
Osceola è un villaggio degli Stati Uniti d'America, situato in Wisconsin, nella contea di Polk  La popolazione era di 2.568 al censimento del 2010. Situato principalmente all'interno della città di Osceola, il villaggio si trova al confine con il Minnesota, separato dal fiume St. Croix. È lungo la Wisconsin Highway 35.

## Storia
Il paese prende il nome da Osceola, capo dei Seminoles.

## Geografia
Osceola si trova a 45°19′20″N 92°41′54″W (45.322365, -92.698534).Cascade Falls, una cascata di 25 piedi (7,6 m) con una cresta di 30 piedi (9,1 m) su Osceola Creek, si trova nel centro di Osceola.
Secondo lo United States Census Bureau, il villaggio ha un'area totale di 4,32 miglia quadrate (11,19 km²), di cui 4,19 miglia quadrate (10,85 km²) sono terra e 0,13 miglia quadrate (0,34 km²) sono acqua.

## Formazione scolastica
Osceola è servita dal Distretto Scolastico di Osceola. La Osceola High School ha classi 9-12. 

## Trasporto
L'aeroporto municipale di Simenstad (KOEO) serve il villaggio e le comunità circostanti. Nel 2006 vi aveva sede un club di alianti. 

## Museo
Il Museo ferroviario di Osceola e St Croix Valley si trova a Osceola, operando dallo storico deposito della Soo Line del 1916. La ferrovia si trasferì a Osceola nel 1992.